# 吳廷誌
吳廷誌（越南语：／；1867年—？年），越南阮朝官員。

## 生平
吳廷誌是清化省壽春府雷陽縣延豪總盛美社（今屬清化省壽春縣壽春市鎮）人，嗣德二十年（1867年）出生。成泰十八年（1906年），參加清化場鄉試，考中舉人。維新四年（1910年），會試中格，庭試考中副榜。後任吏部行走、廣寧知府。